# Lazarus Fletcher
Lazarus Fletcher, född 3 mars 1854 i Salford, Manchester, död 6 januari 1921 i Grange-over-Sands, Cumbria, var en engelsk mineralog och museiman.
Fletcher fick efter framgångsrika universitetsstudier i Oxford 1878 anställning vid mineralogiska avdelningen av Natural History Museum och blev 1880 föreståndare (keeper) för densamma; 1909–1919 var han director för hela museet. Han blev ledamot av Royal Society 1889, tilldelades Wollastonmedaljen 1912 och adlades 1916.
Fletchers mineralogiska arbeten berörde huvudsakligen speciell mineralogi och kristallografi samt meteoriter. Under hans ledning omordnades hela mineralsamlingen vid flyttningen av museet till South Kensington. Hans populära vägvisare till samlingarna av mineral, bergarter och meteoriter fick stor betydelse för spridning av kunskaper på detta område.